# 古爾門山 (聖加侖州)
47°03′18″N 9°13′16″E / 47.0551°N 9.2212°E

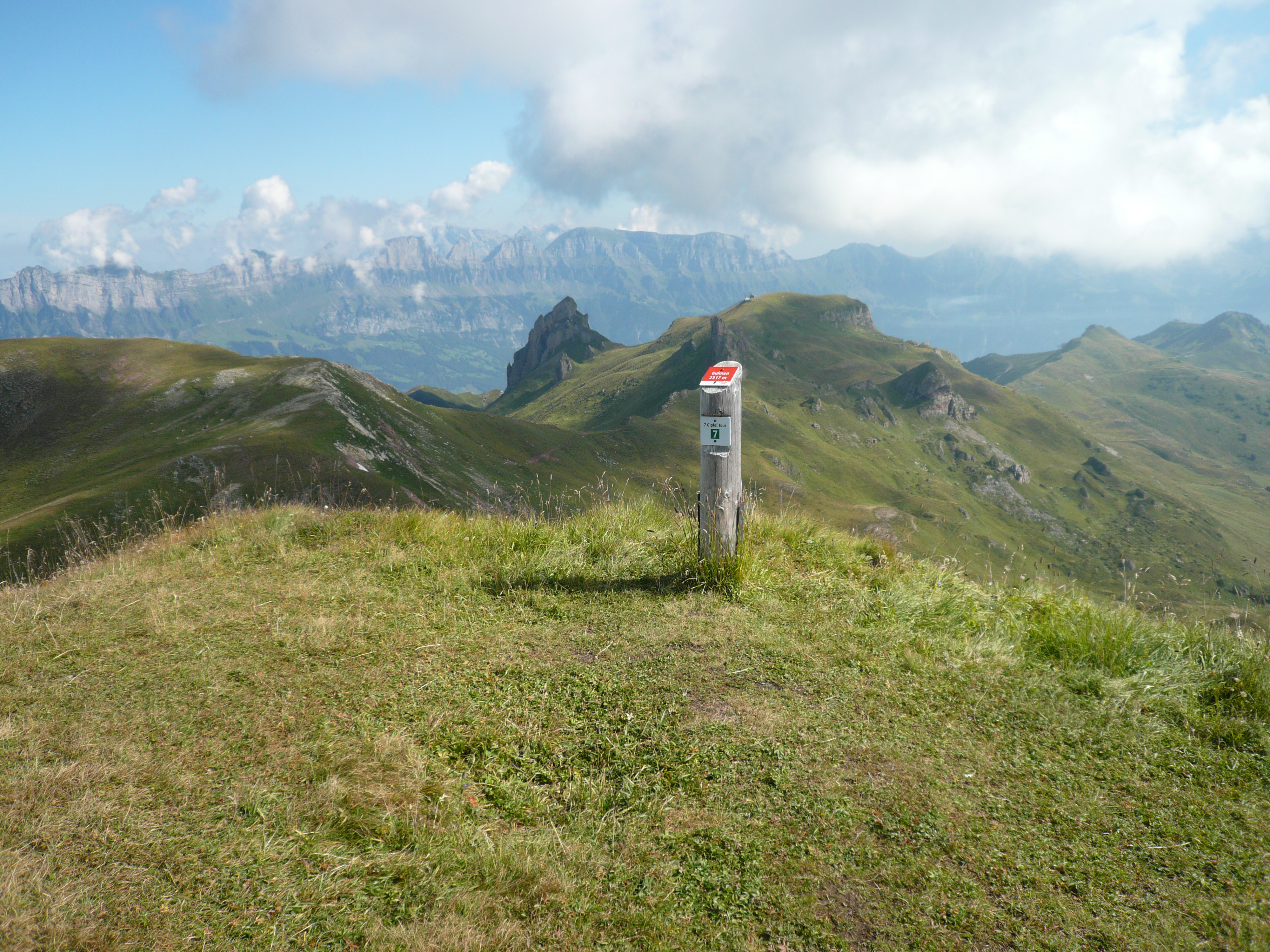

古爾門山（德語：Gulmen），是瑞士的山峰，位於該國東北部，由聖加侖州負責管轄，距離馬格賴因山1.9公里，該山峰海拔高度2,317米，每年平均降雨量1,954毫米。